# عمر العيساوي
عمر العيساوي (4 يونيو 1967-)، إعلامي وصحفي ومخرج سابق. عمل خلال الفترة بين 1994 و1996 كمراسل للقسم العربي في قناة بي بي سي.
في 9 أغسطس/آب 1995 أصيب العيساوي إثر تعرضه لإطلاق نار بينما كان يغطي حدثا لبي بي سي في كراجينا أثناء حرب البوسنة والهرسك.
عمل العيساوي مع قناة الجزيرة منذ عام 1996 حيث كان أحد الموظفين الأصليين الذين انطلقت بهم حتى تركها في يونيو/حزيران 2011 بعد أن قضى 15 عامًا بها.
أكثر الأفلام الوثائقية البارزة المعالم كانت سلسلة وثائقية بعنوان حرب لبنان مكونة من 15 حلقة عرضت على قناة الجزيرة أنتجت عام 2001 تناولت قصة الحرب الأهلية اللبنانية منذ اندلاعها عام 1975 حتى انتهائها عام 1990. البرنامج الوثائقي كان الأول من نوعه في العالم العربي. السلسلة توفرت من خلال أقراص دي في دي مترجمة للغتين الإنجليزية والفرنسية. وهي أيضًا متوفرة في موقع يوتيوب. بالإضافة لذلك، فيلم حكاية ثورة وهو فيلم وثائقي مكون من 13 حلقة يحكي تاريخ منظمة التحرير الفلسطينية. لكن وعلى العكس من وثائقي حرب لبنان، السلسلة لم تتوفر على أقراص دي في دي على الرغم من كونها متوفرة على يوتيوب باللغة العربية.
بدأت قناة الجزيرة الإنجليزية بعرض 6 أجزاء من حكاية ثورة في 13يوليو/تموز 2009 بعنوان PLO: History of a Revolution. عرضت الحلقة الأخيرة من السلسلة في 17 أغسطس/آب 2009.
كان العيساوي موضوع مقالة شاملة بمجلة النيويوركر في أبريل/نيسان 2003، ومجلة نيويورك، ونيوزويك، بالإضافة إلى ذا نيشن. العيساوي ظهر في قناة سي إن إن كضيف في برنامج لاري كنغ.
العيساوي كان محللاً عرضيًا لقناة الجزيرة الإنجليزية يعلق على الشؤون اللبنانية.
عام 2009، اعتبرته صحيفة الغارديان البريطانية من«رموز لبنان الحية».
في يونيو 2011، أنهى العيساوي علاقته، التي استمرت 15 عامًا، مع قناة الجزيرة وانضم إلى هيومن رايتس ووتش لعدة أشهر كمدير للدفاع عن منطقة الشرق الأوسط وشمال إفريقيا، والذي وجد مقره في البداية في مقر المنظمة في نيويورك.
كان العيساوي رئيس تحرير الأخبار في الموقع الإلكتروني لمؤتمر تغير المناخ للأمم المتحدة الذي عقد بالدوحة في قطر في نوفمبر وديسمبر 2012.
في يناير 2013، انضم العيساوي إلى سكاي نيوز عربية بأبوظبي في الإمارات العربية المتحدة كمحرر أخبار رئيسي. في 19 يوليو 2013، عُين رئيسًا لمحرري الأخبار حيث تولى مسؤولية مكتب أخبار سكاي نيوز عربية والمكاتب الأجنبية.

## السيرة الفلمية (كمخرج أو كمنتج)
- حرب لبنان، 2001، وثائقي من 15 حلقة
- حكاية ثورة، 2009 وثائقي من 13 حلقة
- PLO: History of a Revolution، نسخة وثائقية باللغة الإنجليزية من فيلم حكاية ثورة باللغة العربية من 6 حلقات